# 2019 v dopravě
Tento článek obsahuje seznam událostí souvisejících s dopravou, které proběhly roku 2019.

## Leden
- 5. ledna

 Z Polska do Česka přijely dvě motorové jednotky řady SA109 (později v ČR řada 817), které od polského dopravce Koleje Śląskie odkoupila česká firma GW Train Regio.

## Březen
- 10. března

 Do Pražské integrované dopravy byly zahrnuty autobusy na Nymbursku, Kolínsku a Poděbradsku.
- 14. března

 Byly zahájeny stavební práce na úseku Opatovice nad Labem – Časy dálnice D35, stavbu provádí sdružení firem Strabag, M – Silnice a SMP CZ, úsek má být uveden do provozu v lednu 2022.
- 29. března

 Byla zahájeny stavební práce na úseku Hodějovice – Dolní Třebonín dálnice D3 (součást obchvatu Českých Budějovic), stavbu provádí sdružení firem Salini Impregilo a Doprastav, úsek má být uveden do provozu společně s úsekem Úsilné – Hodějovice v srpnu 2022.

## Duben
- 1. dubna

 V Brně došlo ke srážce trolejbusu s tramvají, příčinou byla pravděpodobně závada na podvozku trolejbusu.
- 17. dubna

 Byly zahájeny stavební práce na úseku Úsilné – Hodějovice dálnice D3 (součást obchvatu Českých Budějovic), stavbu provádí sdružení firem Hochtief, Colas a M-Silnice, úsek má být uveden do provozu společně s úsekem Hodějovice – Dolní Třebonín v srpnu 2022.

## Červen
- 24. června

 Do provozu byl uveden úsek Bošilec – Ševětín dálnice D3, dálnice měří k tomuto datu 59 km.
- 29. června

 Do Pražské integrované dopravy byly zahrnuty autobusy na Příbramsku.
 Skončila výluka v úseku Ledečko – Zruč nad Sázavou trati 212, důvodem výluky byla oprava havarijního stavu. Vlaky se na tento úsek vrátily po téměř dvou letech.

## Červenec
- 13. července

 Do Pražské integrované dopravy byly zahrnuty další autobusy na severním Benešovsku (Benešovsko II).
- 28. července

 Na trati Plzeň – Cheb mezi stanicemi Mariánské Lázně a Chodová Planá vykolejil nákladní vlak s vápnem, trať byla přes dva týdny neprůjezdná.

## Srpen
- 24. srpna

 Do Pražské integrované dopravy byly zahrnuty regionální autobusy na Slánsku.

## Září
- 11. září

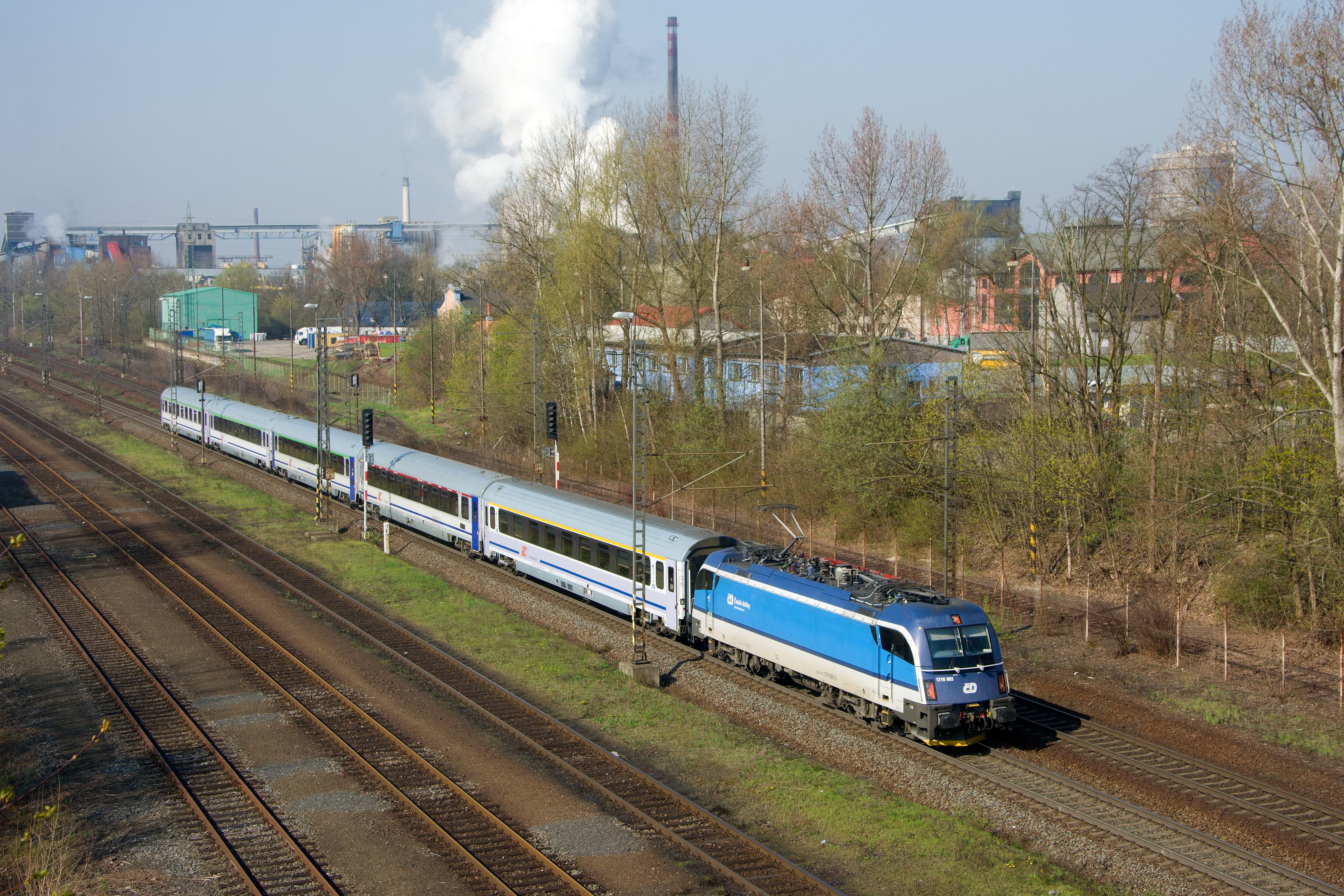
Lokomotiva 1216.903 ČD s vlakem EC Sobieski

 Na Čtvrtém železničním tranzitním koridoru na trati 220 na České Sibiři byla zahájena ražba tunelu Mezno v rámci modernizace úsek Sudoměřice u Tábora – Votice. Tunel je ražen novou rakouskou tunelovací metodou.
- 26. září

 České dráhy převzaly dvě lokomotivy typu Siemens ES64U4 (č. 1216.902 a 1216.903) odkoupené od rakouské společnosti RTS Rail Transport Service. Předpokládá se jejich nasazení na expresních vlacích na rameni Bohumín – Břeclav.

## Listopad
- 22. listopadu

 Praha se rozloučila s autobusy Karosa – Renault Citybus 12M a Karosa B941E na linkách 140 a 185.[zdroj?]
- 25. listopadu

 Po 150 letech byl zastaven provoz vlaků v traťovém úseku Bohumín – odbočka Rychvald, tj. na části původní Košicko-bohumínské dráhy.

## Prosinec
- 10. prosince

 Do provozu byl uveden úsek Ševětín–Borek dálnice D3, čímž se dálnice D3 prodloužila na 70 km a vede od Mezna na hranici Středočeského a Jihočeského kraje až do Českých Budějovic.
- 15. prosince

 V platnost vstoupil železniční jízdní řád 2020 a přinesl nástup nových dopravců v závazku veřejné služby – ARRIVA vlaky na rychlících z Prahy do Tanvaldu, Rakovníka a Českých Budějovic přes Písek a některých regionálních vlacích v Libereckém a Zlínském kraji; RegioJet na rychlících z Brna do Bohumína a některých regionálních vlacích v Ústeckém kraji; Leo Express na tratích 024 a 025 v Pardubickém kraji (včetně přímých spojů z Prahy); Die Länderbahn na některých regionálních vlacích v Ústeckém kraji a AŽD Praha na své vlastní trati 113 v Ústeckém kraji (zde byl provoz rozšířen ze sezónního na denní). Zároveň byl obnoven provoz na trati Hrušovany u Brna – Židlochovice.
 Do Pražské integrované dopravy byly zahrnuty regionální autobusy na Rakovnicku.
- 20. prosince

 Z výrobního závodu v Kasselu dorazila do Česka první lokomotiva Bombardier TRAXX řady 388 pro ČD Cargo. Celkem si tento dopravce objednal 10 kusů těchto strojů s opcí na dodávku dalších 40 kusů.